# Breed
Breed är en småort i Oconto County, Wisconsin, USA. Vid folkräkningen år 2000 bodde 657 personer på orten. Dessa fördelade sig på 268 hushåll, alternativt 195 familjer. Orten har enligt United States Census Bureau en area på 92,6 km², allt är land.